# Akio Toyoda
Akio Toyoda, född 3 maj 1956 i Nagoya, Japan, är en japansk industriman och koncernchef för Toyota Motor Corporation.

## Biografi
Toyoda tog sin MBA-examen vid Babson College, Massachusetts år 1982. Han började arbeta hos Toyota 1984 och år 2000 invaldes han i Toyotas styrelse. År 2005 befordrades han till vice VD i företaget.
Den 23 juni 2009 tillträdde han som ny VD i koncernen, tillsammans med fyra nya vice verkställande direktörer och åtta nya styrelseledamöter. Företagets tidigare VD Katsuaki Watanabe blev vice ordförande och ersatte Katsuhiro Nakagawa.
Toyoda, som främjade sportmodeller som Lexus IS-F och Lexus LF-A, är mycket engagerad i biltävlingar. Han deltog som en förare på ADAC:s 24 timmarslopp vid Nürburgring tre gånger under pseudonymen Morizo Kinoshita. År 2009 nådde han den 87:e platsen totalt och fjärde plats i sin klass med sin Lexus LF-A Prototyp nr 14. År 2012 utsågs han till Autocars Man of the Year.

### Uttalande om återkallade fordon
Den 17 februari 2010 var Toyoda inkallad till Washington av USA:s kongress. Sju dagar senare utfärdade han ett förberett uttalande till kongressen. Han fokuserade på tre viktiga frågor, bland annat återkallade fordon. Han uppgav också att han är "djupt ledsen" upprepade gånger; dock hade många lagstiftare tuffa frågor att ställa om 7,5 miljoner återkallade fordon. Orsaken var felkonstruerad golvmatta vid förarplatsen, som medförde risk för låsning av gaspedalen.

## Familjen Toyoda
Toyoda föddes i Nagoya som son till Shoichiro Toyoda. Ättlingar till Sakichi Toyoda, som etablerade Toyoda Automatic Loom Works, har länge dominerat den högre ledningen av Toyota Motors, som inkorporerades 1937. Shoichiro Toyoda föddes i Nagoya den 17 februari 1925 som son till Kiichiro Toyoda, som skulle bli högste chef i Toyota mellan 1941 och 1950, och i sinom tid, blev Shoichiro Toyoda VD för bolaget mellan 1982 och 1992. Hans 52-årige son, Akio Toyoda, var den främste utmanare till VD-posten när Katsuaki Watanabe lämnade denna för att bli ordförande, Toyotas naturliga succesionsordning. Under 2009 tilldelades Watanabe endast vice ordförandepost, möjligen på grund av en subtil kommentar om kvalitetskrisen.